# Joan Lorring
Joan Lorring (* 17. April 1926 in Hongkong; † 30. Mai 2014 in Sleepy Hollow, New York; gebürtig: Madeline Ellis) war eine US-amerikanische Schauspielerin.

## Leben
Nach dem Ausbruch des Zweiten Weltkrieges zog Ellis 1939 mit ihrer Mutter nach San Francisco in Kalifornien und fand zunächst beim Radio eine Anstellung. Ihr Leinwanddebüt hatte sie 1944 in Song of Russia mit Robert Taylor in der Hauptrolle, im selben Jahr drehte sie auch The Bridge of San Luis Rey. Das Filmstudio änderte ihren Namen in Joan Lorring um. Für ihre darstellerische Leistung einer jungen Mutter in Das grüne Korn, die eine Universität erpresst, wurde Lorring 1946 für den Oscar als Beste Nebendarstellerin nominiert. 
In Hier irrte Scotland Yard und Drei Fremde (beide 1946) stand sie mit Sydney Greenstreet und Peter Lorre vor der Kamera, im darauffolgenden Jahr spielte sie in Eine brennende Liebe. Ein Durchbruch zum großen Hollywood-Star gelang ihr jedoch trotz vielversprechender Anfänge nicht. In den 1950er Jahren war Lorring dann vermehrt in Fernsehrollen zu sehen, so wirkte sie unter anderem in den US-Fernsehserien Valiant Lady und Norby mit. Ende der 1970er Jahre übernahm sie eine kleine Rolle in der Seifenoper Ryan’s Hope.
Joan Lorring war verheiratet und wurde Mutter zweier Kinder.

## Filmografie (Auswahl)
- 1944: Song of Russia
- 1944: The Bridge of San Luis Rey
- 1945: Das grüne Korn (The Corn Is Green)
- 1946: Drei Fremde (Three Strangers)
- 1946: Hier irrte Scotland Yard (The Verdict)
- 1947: Eine brennende Liebe (The Other Love)
- 1947: Briefe aus dem Jenseits (The Lost Moment)
- 1947: The Gangster
- 1948: Der beste Mann der Stadt (Good Sam)
- 1950–1956: Robert Montgomery Presents (Fernsehserie, 5 Folgen)
- 1951: Die Nacht der Wahrheit (The Big Night)
- 1952: Giacomo (Imbarco a mezzanotte)
- 1956: Alfred Hitchcock präsentiert (Alfred Hitchcock Presents, Fernsehserie, Folge 1x17)
- 1966: The Star Wagon (Fernsehfilm)
- 1974: Der Mitternachtsmann (The Midnight Man)
- 1979–1980: Ryan’s Hope (Fernsehserie, 7 Folgen)
- 1980: Love Boat (The Love Boat, Fernsehserie, 2 Folgen)